# ویکتوریا کالینینا
ویکتوریا کالینینا (روسی: Виктория Викторовна Калинина؛ زادهٔ ۸ دسامبر ۱۹۸۸) بازیکن هندبال اهل روسیه است.
وی همچنین برندهٔ جوایزی همچون نشان دوستی شده‌است.